# Filozof předvádí tellurium

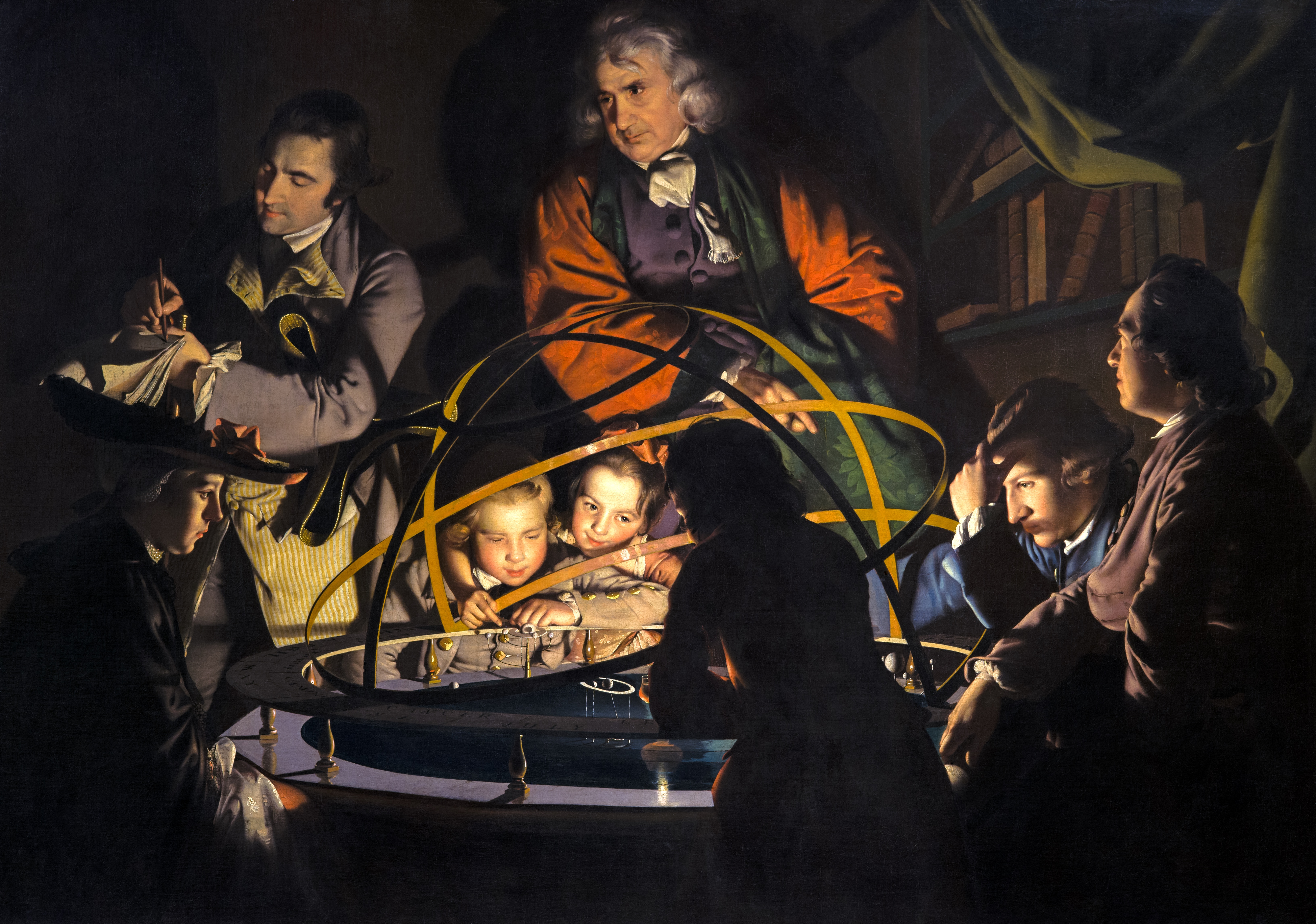
Joseph Wright: Filozof předvádí tellurium

Filozof předvádí tellurium[zdroj⁠?!] (Filozof předvádí tellurium, ve kterém je na místě slunce umístěna lampa; v originále anglicky A Philosopher giving a Lecture on the Orrery in which a lamp is put in place of the Sun) je obraz Josepha Wrighta z Derby, na kterém přednášející předvádí malému kroužku posluchačů model sluneční soustavy, neboli tellurium. Obraz je dnes vystaven v Derbském muzeu a umělecké galerii a jedná se o předchůdce známého obrazu Experiment na ptáku ve vzdušné pumpě (dnes Národní galerie v Londýně).
Obraz filozofa předvádějícího tellurium je jedním z řady Wrightových obrazů, kde je scéna nasvícena jediným malý zdrojem světla v centru obrazu. Prvním z nich byl obraz Tři osoby si prohlížejí gladiátora ve světle svíčky, který byl namalován v roce 1765 a na kterém jsou zobrazeni tři muži, kteří studují sošku gladiátora. Tento obraz byl velmi obdivován, ale větší vzrušení přinesl právě až obraz zobrazující telurrium. Na něm je totiž v centru dění vědecký objekt místo klasického umění nebo duchovní události. Wright zde zobrazuje úctu, jíž se dostává vědeckým „zázrakům“ a jež byla dříve tradičně rezervována pouze pro náboženské záležitosti. Pro Wrighta totiž byly divy technického věku stejně obdivuhodná jako předměty zobrazované na významných obrazech s náboženskou tematikou.
V obou jmenovaných dílech je osvětlení z centra obrazu přirozené. Pozorování soch při umělém osvětlení svíčky, při kterém mohou vyniknout kontury a mihotání plamene může dokonce vzbuzovat iluzi pohybu, byla dobová doporučovaná praktika, kterou jako takovou popsal i Johann Wolfgang von Goethe. V případě modelu sluneční soustavy je dokonce umístění světla na místě slunce věcí nezbytnou pro modelování osvětlení a stínů na ostatních vesmírných objektech. Naproti tomu se zdá, že jediným důvodem, proč Joseph Wright osvětlil jedinou svíčkou scénu svého pozdějšího obrazu Experiment na ptáku ve vzdušné pumpě, byla snaha dodat mu dramatičnosti – ostatně na pozdějších obrazech stejné scény, které kreslil Charles-Amédée-Philippe van Loo, je běžné osvětlení.
Experiment na ptáku ve vzdušné pumpě a Filozof předvádějící tellurium jsou si jinak v mnoha ohledech podobné a měly obdobný společenský a kulturní dopad. Především určitým způsobem rozrušovaly tehdejší pevně danou žánrovou hierarchii, neboť se snažily vetřít mezi vážené obrazy, jejichž předmětem byly mytologické nebo klasické scény. Umělecký historik dvacátého století Ellis Waterhouse oba obrazy srovnává s „genre serieux“ současného francouzského dramatu, jak jej definovali Denis Diderot a Pierre-Augustin Caron de Beaumarchais.
Obraz byl namalován bez objednávky, pravděpodobně s očekáváním, že by si jej mohl zakoupit Washington Shirley, amatérský astronom, který měl v majetku své vlastní tellurium a který měl s Wrightem společného přítele Petera Pereze Burdetta. Modely pro osoby na obrazy jsou pravděpodobně právě Shirley a Burdett: Burdett stojí vlevo a dělá si poznámky, zatímco Shirley sedí vpravo se svým synem. Shirley si obraz skutečně koupil za 210 liber, ale jeho dědic jej prodal v aukci a dnes je v majetku Derbského muzea a umělecké galerie, kde je součástí stálé výstavy a je umístěn v blízkosti funkční kopie historického telluria.
Wrightův životopisec, Benedict Nicolson, v roce 1968 prosazoval názor, že modelem pro přednášejícího byl John Whitehurst, zatímco jiný názor říká, že osoba na obraze je podobná Izáku Newtonovi na obraze Godfreye Knellera.
Při bližším zkoumání tváří na obraze si lze povšimnout, že jsou zde zobrazeny různé měsíční fáze.